# Rudolf Porschitz
Rudolf Porschitz (* 18. Dezember 1931 in Webeschan) ist ein deutscher Mediziner und ehemaliger Politiker und Funktionär der DDR-Blockpartei National-Demokratische Partei Deutschlands (NDPD).

## Leben
Rudolf Porschitz ist der Sohn eines werktätigen Bauern. Nach dem Schulbesuch studierte er von 1951 bis 1956 Medizin an den Universitäten Greifswald und Berlin. 1956 erhielt er die Approbation und 1958 promovierte er zum Dr. med. Danach war er als Betriebsarzt und später als Facharzt für Arbeitshygiene und Ärztlicher Direktor im Kreiskrankenhaus Eberswalde tätig.

## Politik
Er trat 1949 der nach dem Zweiten Weltkrieg in der Sowjetischen Besatzungszone neugegründeten NDPD bei. Bei den Wahlen zur Volkskammer war Porschitz Kandidat der Nationalen Front der DDR. Von 1967 bis 1981 war er Mitglied der NDPD-Fraktion in der Volkskammer der DDR.